# Poecilochaetus clavatus
Poecilochaetus clavatus är en ringmaskart som beskrevs av Imajima 1989. Poecilochaetus clavatus ingår i släktet Poecilochaetus och familjen Poecilochaetidae. Inga underarter finns listade i Catalogue of Life.